# Sitio de Veracruz (1859)
El Sitio de Veracruz de 1859 fue un encuentro militar parte de la Guerra de Reforma que tuvo lugar alrededor de Veracruz, México en 1859. El presidente conservador Miguel Miramón intentó sitiar la capital liberal, pero fue frenado por los ataques de la guerrilla y obligado a retirarse cuando recibió noticias de que un ejército liberal marchaba sobre la Ciudad de México.